# 始まりのバラード/I Have a Dream
『始まりのバラード/I Have a Dream』（はじまりのバラード/アイ・ハブ・ア・ドリーム）は、2011年6月8日にエピックレコードジャパンから発売されたアンジェラ・アキ11枚目のシングル。規格品番はESCL-3697/8（初回限定盤）ESCL-3699（通常盤）ESCL-3700（期間生産限定盤）。1年1か月ぶ

## 解説
2011年第1弾、1年1か月ぶりの新曲はアンジェラ初の両A面シングルでダブルタイアップシングルとなった。
本作はアンジェラ・アキ初の試みとなる3形態発売。秘蔵映像を収録したDVD付初回限定盤、ＣＤのみの通常盤に加えてワンコイン（500円）シングルとして「始まりのバラード」1曲のみ収録の期間生産限定盤も発売。

## タイアップ
「始まりのバラード」はフジテレビ系列連続ドラマ『名前をなくした女神』主題歌。ドラマ主演の杏がMVに出演（杏はアンジェラと同じエピックレコードジャパン所属。「手紙 〜拝啓 十五の君へ〜」MVにも出演した）。
「I Have a Dream」は『ワシントン・ナショナル・ギャラリー展』テーマソングとしてタイアップされた。

## 批評
「始まりのバラード」は2011年12月10日放送『桑田佳祐のやさしい夜遊び』にて、桑田佳祐が2011年ベストソングの第6位に選出、「地味な作品だが、歌、アレンジ、メロディー 実に素晴らしい。アンジェラは凄い才能です。Aメロ、Bメロ、Cメロの流れが最高。大きなお世話だが詞がどうなんだろう?と思う時があるものの、彼女の作曲能力というのは素晴らしい、大ファンです。」と語り、本作品を絶賛した。アンジェラのサポートミュージシャンには、かつて桑田から楽曲提供を受けたポップバンド、ジューシィ・フルーツの沖山優司（ベース）が参加している。

## 収録曲
作詞・作曲・編曲：アンジェラ・アキ（特記以外）

### CD　初回限定盤・通常盤
1. 始まりのバラード
  - フジテレビ系列ドラマ『名前をなくした女神』主題歌
2. I Have a Dream
  - 『ワシントン・ナショナル・ギャラリー展』テーマソング
3. CREEP
  - 作詞：レディオヘッド、アルバート・ルイス・ハモンド、マイク・ヘイゼルウッド[4]
  - 作曲：コリン・グリーンウッド、ジョナサン・グリーンウッド[4]
  - 日本語詞：アンジェラ・アキ
  - レディオヘッドのカバー。

### DVD　初回限定盤
1. 阿波のMY KEYS スペシャル・ライブ・ムービー

### CD　期間生産限定盤
1. 始まりのバラードフジテレビ系列ドラマ『名前をなくした女神』主題歌